# Palazzetto Foscari
Palazzo Foscari del Prà (detto anche Palazzetto Foscari del Prà) è un palazzo di Venezia, in stile gotico veneziano costruito nella seconda metà del Trecento ma rimaneggiato nel  secolo successivo, situato nel sestiere di Cannaregio (N.A. 4201), nei pressi della Chiesa di Santa Sofia. Si affaccia sul Canal Grande, a fianco a Palazzo Morosini Sagredo.

## Storia
Nel 1520 abitava qui l'ambasciatore del Ducato di Mantova ed ebbe modo di soggiornarvi anche il condottiero Federico Gonzaga in missione diplomatica per conto della corona francese. Il palazzetto passò alla famiglia Del Prà. Nel XVIII secolo fu residenza del commerciante tedesco Sigismund Streit. Alla fine degli anni 50 del XX secolo il Palazzetto fu acquistato dall'imprenditore triestino dott. Bruno Permutti. La famiglia Permutti vi ha vissuto fino al 2001. Il Palazzetto fu anche sede del consolato tedesco fino al 2001. Nel 2003 fu trasformato in albergo, ora Foscari Palace Hotel.

## Architettura
La sua facciata, di modeste dimensioni, è però impreziosita da una polifora gotica dalle colonne in marmi di diversi colori e posta in posizione asimmetrica. A destra tra le finestre del secondo piano è ancora visibile il bassorilievo dello stemma dei Foscari sormontato da una Madonna col Bambino.
L'edificio a tre piani ha un portale d'accesso all'acqua al piano terra, sfalsato dal centro verso destra, con un arco ogivale. A destra c'è una finestra rettangolare, a sinistra ce ne sono due. Il primo piano principale ha una tripla finestra a sei pannelli (esafora), spostata dal centro verso sinistra e affiancata da un'unica tripla finestra a destra. Le due finestre esterne della finestra a sei ante e la finestra singola hanno ampi davanzali in pietra calcarea istriana, poggiati su mensole. Al secondo piano principale, simmetricamente progettato, c'è una doppia finestra a tre passi al centro, affiancata da due finestre singole dello stesso tipo. Tutte le finestre del secondo piano hanno piccoli balconi sporgenti in pietra calcarea istriana. Tutte le finestre della facciata, così come il portale sull'acqua, hanno cornici in pietra calcarea istriana.
Il piano terra è separato dai piani superiori da un cornicione. La grondaia è seghettata. Sopra di essa, sul lato destro, c'è una grande testa di camino. Sopra la sesta finestra a triplo passaggio al primo piano si trovano in parte (2a, 3a e 6a finestra) gigli borbonici a mezzo rilievo. Al secondo piano un mezzo rilievo è posto tra la finestra doppia e la finestra singola di destra.